# Ткаченко, Анатолий Акимович
Анато́лий Аки́мович Ткаче́нко (24 мая 1924, Каменоватка — 22 апреля 1975) — командир расчёта 76-мм пушки 1379-го стрелкового полка, младший сержант, полный кавалер ордена Славы.

## Биография
Родился 24 мая 1924 года в селе Каменоватка (ныне — Новоукраинский район Кировоградской области) в семье служащего. Украинец. Образование 7 классов. Работал трактористом на МТС в Пролетарском районе Ростовской области.
В марте 1943 года был призван в Красную Армию. В запасном полку получил специальность наводчика. На фронте с августа того же года. Весь боевой путь прошёл в составе 1379-го стрелкового полка 87-й стрелковой дивизии, наводчиком, затем командиром 76-мм орудия. Воевал на 4-м Украинском и 1-м Прибалтийском фронтах.
16 апреля 1944 года в боях на подступах к городу Севастополь, командуя бойцами, прямой наводкой подавил 2 дзота, подбил штурмовое орудие, уничтожил свыше 10 гитлеровцев.
В апреле-мае 1944 года боях по прорыву обороны немцев в районе Перекопа и штурма Севастополя младший сержант Ткаченко со своим расчетом метким огнём нанес противнику большие потери и обеспечивал пехоте закрепление занятых рубежей и продвижение вперед. Только 16 апреля в бою в районе Бельбек, на подступах к Севастополю, наводчик Ткаченко уничтожил 2 пулемета противника, разрушил 2 дзота, истребил до двух десятков вражеских солдат.
Приказом от 13 мая 1944 года младший сержант Ткаченко Анатолий Акимович награждён орденом Славы 3-й степени.
После окончания боёв в Крыму дивизия, в которой воевал артиллерист Ткаченко, была переведена на западное направление. В состав 51-й армии 1-го Прибалтийского фронта участвовала в операциях по освобождению Латвии и Литвы; уничтожению группировки вражеских войск на Курляндском полуострове.
16-20 августа 1944 года в боях в районе населённого пункта Круопяй младший сержант Ткаченко, заменив выбывшего из строя наводчика, метким огнём из орудия истребил до 15 противников, подавил 3 пулемётные точки и сжёг 2 бронетранспортера. Был ранен, но вскоре вернулся в свою часть.
Приказом от 23 августа 1944 года младший сержант Ткаченко Анатолий Акимович награждён орденом Славы 3-й степени.
23-26 января 1945 года в ходе боев в районе населенного пункта Руньги-Озолграйкши сержант Ткаченко, командуя расчетом, прямой наводкой разбил 2 домика, где противник создал опорный пункт, уничтожил пулемёт и до 10 противников.
В очередном бою 1 февраля был тяжело ранен и на фронт больше не вернулся.
Приказом от 10 февраля 1945 года сержант Ткаченко Анатолий Акимович награждён орденом Славы 2-й степени.
В 1945 году сержант Ткаченко демобилизован. Вернулся на Украину. Член ВКП/КПСС с 1945 года. В 1949 году окончил Малинский лесотехнический техникум.
С 1954 года работал в Министерстве коммунального хозяйства в городе Ташкент. Только через несколько лет после победы фронтовика нашли последние боевые награды и была исправлена ошибка.
Указом Президиума Верховного Совета СССР от 22 апреля 1969 года в порядке перенаграждения Ткаченко Анатолий Акимович награждён орденом Славы 1-й степени. Стал полным кавалером ордена Славы.
Жил в городе Ташкенте. Скончался 22 апреля 1975 года.
Награждён орденами Отечественной войны 1-й степени, Славы 3-х степеней, медалями.